# Richard Morawetz
Richard Morawetz (22. května 1881 Úpice, Rakousko-Uhersko – 18. října 1965 Toronto, Kanada) byl rakousko-uherský a československý průmyslník, velkostatkář a mecenáš umění židovského původu. Za první republiky patřil k významným osobnostem hospodářského života, v roce 1939 emigroval do Kanady.

## Původ
Narodil se v Úpici, kde se rodina od konce 18. století prosazovala v různých oborech průmyslové výroby a podnikání, jako nejmladší ze šesti dětí továrníka továrníka Ludwiga Morawetze (1841-1901) a jeho manželky Berty. Absolvoval Vyšší průmyslovou školu v Liberci, kde vynikal zejména v chemii.
Spolu se starším bratrem Moritzem se od mládí zapojil do vedení rodinných podniků, kterými byla Úpická přádelna a tkalcovna juty, i když měl ambice stát se učitelem chemie. Morawetzové patřili k předním producentům textilu ve východních Čechách. Ke svým textilním továrnám připojovali i další průmyslové aktivity jako kamenouhelné doly nebo elektrárny.

## Podnikání a veřejné aktivity
V letech 1902-1911 podnikl několik studijních cest do Velké Británie, Spojených států amerických a jihovýchodní Asie, své poznatky poté publikoval v novinových článcích a na přednáškách. Zkušenosti z ciziny promítl i do charitativních počinů, již v roce 1907 zřídil v Úpici pro děti svých dělníků mateřskou školu. Téhož roku koupil v Úpici na náměstí jeden z nejhonosnějších domů (dnes Masarykovo náměstí č. p. 11), který byl pak jeho sídlem až do roku 1939. Po vzniku Československa se podílel na organizování hospodářského života, zastával funkce v Československé textilní komisi, Státním úřadu statistickém, působil také na ministerstvu obchodu. Nadále publikoval v tisku. Z jeho článků a společenských kontaktů vyplývala jeho pravicová orientace, i když se v politice neangažoval. K jeho dlouholetým přátelům patřil Jaroslav Preiss. Od počátku 20. století udržoval také kontakty s rodinu Masaryků a Tomáš Garrigue Masaryk byl při návštěvě Úpice v červenci 1921 ubytován v jeho domě na náměstí.

## Velkostatkář a mecenáš
Vysoké výnosy z textilního podnikání mu umožnily zakoupit několik velkostatků na Vysočině. V roce 1914 koupil od Josefa Osvalda III. Thun-Hohensteina za dva a půl miliónu korun velkostatek ve Světlé nad Sázavou, krátce nato za další dva milióny přikoupil další pozemky Bačkově a Novém Dvoře, vytvořil tím pozemkový celek o rozloze 3 500 hektarů půdy. Ve Světlé se angažoval v podpoře židovské komunity, díky podmínkám kupních smluv, ale převzal i patronát nad čtyřmi katolickými kostely. Na zámku ve Zboží zřídil za první světové války lazaret, což mu vyneslo vyznamenání od Červeného kříže. Novým sídlem rodiny se měl stát zámek ve Světlé a tomu byly podřízeny stavební úpravy podniknuté během první světové války. Nakonec ale rodina shledala rozsáhlý zámek jako nepraktický a v roce 1920 se natrvalo přestěhovala zpět do Úpice.
Díky svým aktivitám v podnikání a charitě se od počátku 20. století pohyboval i v prostředí umělců. Během několika desetiletí vytvořil uměleckou sbírku. Ta zahrnovala například kolekci holandského malířství 17. století, dále pak grafiky a malby českých umělců jako byl Mikoláš Aleš či Josef Lada. Morawetzova sbírka obsahovala dále bronzové plastiky, orientální nádoby a soubor starých tisků a knih, v němž nechyběla četná díla českých autorů Svatopluka Čecha, Boženy Němcové, Jaroslava Vrchlického atd. Sbírka obsahovala také mnohé archiválie, mj. Goetheho dopis, adresovaný skladateli Tomáškovi, korespondence Jaroslava Kvapila a Aloise Jiráska nebo návrh Albrechta z Valdštejna králi Ferdinandovi II. k udělení frýdlantského panství. V roce 1918 finančně podpořil archeologický průzkum hradu Lipnice nad Sázavou.
Ve výtvarné sbírce byli mj. zastoupeni Jacob Ochtervelt, Adriaen van Ostade, David Teniers mladší, Rachel Ruysch, Willem de Poorter, Jan van Ravesteyn, Jan van Goyen, Lucas Cranach starší, Jan Kupecký, Petr Brandl, Jan Kašpar Hirschely, Francesco Melzi, Norbert Grund, Antonín Slavíček, Quido Mánes, Jakub Schikaneder či Joža Uprka.

## Odchod z Československa a osudy výtvarné sbírky
Ještě při anšlusu Rakouska si mohl dovolit intervenovat za své židovské příbuzné ve Vídni a s odkazem na jeho vlastenectví jej podpořily významné osobnosti, například Přemysl Šámal. Po rychlém vývoji dalších událostí se nakonec sám rozhodl k odchodu z Evropy a koncem března 1939 emigroval do Kanady, kde znovu začal podnikat. Jeho opuštěný majetek v protektorátu vzápětí přešel do německé správy. Většinu své výtvarné sbírky předal v roce 1939 před emigrací do správy Národní galerie v Praze, v roce 1942 byla zabavena gestapem, většina z ní však byla v galerii ponechána.
Po druhé světové válce prošel jeho majetek složitým procesem. Do Československa se již nevrátil, jeho zájmy zastupoval až do roku 1953 pražský advokát Miloš Kočka. Mohl doložit své československé občanství z roku 1930 i újmu ze strany německé okupace, takže majetek mu byl v roce 1945 vrácen, ale po několika dalších majetkoprávních změnách byl nakonec zestátněn v květnu 1948.
O navrácení své výtvarné sbírky požádal Národní galerii v roce 1946, o rok později požádal o zrušení výměru o zabavení gestapem a navrácení případných nalezených nezvěstných děl. K předání děl však nikdy nedošlo a sbírka byla v roce 1960 zkonfiskována podle dekretu prezidenta republiky č. 108/1945 Sb. Tato konfiskace byla v roce 1996 zrušena. Část sbírky darovali jeho potomci Národní galerii, část byla galerii dlouhodobě zapůjčena spolu s předkupním právem, část byla rozprodána.

## Rodina
V roce 1915 se oženil s Fridou Glaserovou (1894-1997), dcerou továrníka a předsedy židovské náboženské obce v Praze, Adolfa Glasera, majitele továrny na cukrovinky ve Velimi. S tím se seznámil díky svému daru židovskému spolku Bnej Brit.
Z jejich potomstva vynikl syn Herbert (*1915-2017), kanadský chemik a autor pamětí Mých devadesát let, které v roce 2008 vyšly i v Česku. Jako hudební skladatel se prosadil mladší syn Oskar (*1917-2007), který v roce 1957 navštívil Československo, později v restituci získal otcovy umělecké sbírky (1996). Část z nich pak převzala Národní galerie v Praze, část sbírek s hudební tematikou v roce 2004 zakoupilo Národní muzeum za tři milióny korun.